# كيفن راي مندوزا
كيفن راي مندوزا (بالدنماركية: Kevin Ray Mendoza)‏ (29 سبتمبر 1994 في الدنمارك - ) هو لاعب كرة قدم دانمركي في مركز حراسة المرمى. لعب مع نادي فايله وThisted FC ‏.

## وصلات خارجية
- كيفن راي مندوزا على موقع قاعدة بيانات كرة القدم.إي يو (الإنجليزية)
- كيفن راي مندوزا على موقع Soccerway.com (الإنجليزية)